# Toronto Blue Jays
Os Toronto Blue Jays são uma equipe de beisebol da Major League Baseball sediada em Toronto, Ontário, Canadá. Estão na Divisão Leste da American League, e atualmente é a única equipe sediada fora dos Estados Unidos, além de ter ganho a World Series em duas oportunidades, em 1992 e 1993, as duas únicas vezes em que conseguiu chegar na final do beisebol norte-americano. Com a mudança do Montreal Expos a Washington, DC (rebatizado então como Washington Nationals) em 2004, passou a ser o único time da Major League Baseball sediado fora dos Estados Unidos. Foi fundado em 1977, com um nome inspirado no pássaro gaio-azul.

## Estádios
- Rogers Centre (conhecido como SkyDome até 2005) (1989-presente);
- Exhibition Stadium (1977-1989).

## Títulos
- World Series: 1992 e 1993
- Títulos da American League: 1992 e 1993
- Títulos da Divisão Leste: 1985, 1989, 1991, 1992, 1993 e 2015

## Prêmios Individuais

### Melhor Jogador
- George Bell (1987).

### Cy Young(Melhor Lançador)
- Pat Hentgen (1996);
- Roger Clemens (1997 e 1998);
- Roy Halladay (2003).

### Melhor Novato
- Alfredo Griffin (1979);
- Eric Hinske (2002).